# سیارک ۷۳۶۴
سیارک ۷۳۶۴ (به انگلیسی: 7364 Otonkucera، نامگذاری:1996KS) هفت هزار و سیصد و شصت و چهارمین سیارک کشف شده‌است که در ۲۲ مه ۱۹۹۶ کشف شد.
قدر مطلق سیارک برابر ۱۵٫۷۰ است.